# Allen Stack
Allen Stack (Estados Unidos, 23 de enero de 1928 - Honolulu, 12 de septiembre de 1999) fue un nadador estadounidense especializado en pruebas de estilo espalda, donde consiguió ser campeón olímpico en 1948 en los 100 metros.

## Carrera deportiva
En los Juegos Olímpicos de Londres 1948 ganó la medalla de oro en los 100 metros estilo espalda, con un tiempo de 1:06.4 segundos, por delante de su compatriota Bob Cowell y del francés Georges Vallerey.
Y en los Juegos Panamericanos de Buenos Aires de 1951 ganó dos medallas de oro: en 100 metros espalda, y 3x100 estilos